# Pirimidin
Pirimidín je heterociklična dušikova aromatska spojina, podobna benzenu in piridinu, ki vsebuje dva dušikova atoma (na mestih 1 in 3 v šestčlenskem obroču).

## Nukleotidi
Obstajajo 3 dušikove baze v jedrnih kislinah, ki v svoji strukturi vsebujejo pirimidin – to so tako imenovane pirimidinske baze: citozin, timin in uracil:
Citozin in timin se nahajata v DNK, citozin in uracil pa v RNK.
V DNK in RNK te baze tvorijo vodikovo vez s komplementarno purinsko bazo, in sicer citozin z gvaninom in timin (pri RNK uracil) z adeninom.